# Sejlsport under sommer-OL 2016 – Sejlbræt RS:X (damer)
Sejladsen i Sejlbræt RS:X for damer under Sommer-OL 2016 fandt sted i perioden 8. august - 14. august 2016. 

## Medaljefordeling
| Medaljetagere | Medaljetagere | Medaljetagere | Medaljetagere |
| ------------- | ------------- | ------------- | ------------- |
| Guld          | Sølv          | Bronze        |               |
|               |               |               |               |

## Turneringsformat
Der var kvalificeret 26 nationer til konkurrencen, der blev afviklet med tolv indledende sejladser efterfulgt af en medaljesejlads for de ti bedst placerede både. 

## Tidsplan
Nedenstående tabel viser tidsplanen for afvikling af konkurrencen:
| Dato       | Tid   | Runde                   |
| ---------- | ----- | ----------------------- |
| 8. august  | 13:00 | 1., 2. og 3. sejlads    |
| 9. august  | 13:00 | 4., 5. og 6. sejlads    |
| 10. august | 13:00 | Reservedag              |
| 11. august | 13:00 | 7., 8. og 9. sejlads    |
| 12. august | 13:00 | 10., 11. og 12. sejlads |
| 13. august | 13:00 | Reservedag              |
| 14. august | 13:00 | Medaljesejlads          |

## Resultater
| Nation         | Udøver                  | Sejlads (Placering/point) | Sejlads (Placering/point) | Sejlads (Placering/point) | Sejlads (Placering/point) | Sejlads (Placering/point) | Sejlads (Placering/point) | Sejlads (Placering/point) | Sejlads (Placering/point) | Sejlads (Placering/point) | Sejlads (Placering/point) | Sejlads (Placering/point) | Sejlads (Placering/point) | Sejlads (Placering/point) | Point | Placering |
| Nation         | Udøver                  | 1                         | 2                         | 3                         | 4                         | 5                         | 6                         | 7                         | 8                         | 9                         | 10                        | 11                        | 12                        | M                         | Point | Placering |
| -------------- | ----------------------- | ------------------------- | ------------------------- | ------------------------- | ------------------------- | ------------------------- | ------------------------- | ------------------------- | ------------------------- | ------------------------- | ------------------------- | ------------------------- | ------------------------- | ------------------------- | ----- | --------- |
| Algeriet       | Katia Belabbas          |                           |                           |                           |                           |                           |                           |                           |                           |                           |                           |                           |                           |                           |       |           |
| Argentina      | Maria Tejerina          |                           |                           |                           |                           |                           |                           |                           |                           |                           |                           |                           |                           |                           |       |           |
| Brasilien      | Patricia Freitas        |                           |                           |                           |                           |                           |                           |                           |                           |                           |                           |                           |                           |                           |       |           |
| Kina           | Peina Chen              |                           |                           |                           |                           |                           |                           |                           |                           |                           |                           |                           |                           |                           |       |           |
| Danmark        | Lærke Buhl-Hansen       |                           |                           |                           |                           |                           |                           |                           |                           |                           |                           |                           |                           |                           |       |           |
| Spanien        | Marina Alabau Neira     |                           |                           |                           |                           |                           |                           |                           |                           |                           |                           |                           |                           |                           |       |           |
| Estland        | Ingrid Puusta           |                           |                           |                           |                           |                           |                           |                           |                           |                           |                           |                           |                           |                           |       |           |
| Finland        | Tuuli Petäjä-Siren      |                           |                           |                           |                           |                           |                           |                           |                           |                           |                           |                           |                           |                           |       |           |
| Frankrig       | Charline Picon          |                           |                           |                           |                           |                           |                           |                           |                           |                           |                           |                           |                           |                           |       |           |
| Storbritannien | Bryony Shaw             |                           |                           |                           |                           |                           |                           |                           |                           |                           |                           |                           |                           |                           |       |           |
| Grækenland     | Angeliki Skarlatou      |                           |                           |                           |                           |                           |                           |                           |                           |                           |                           |                           |                           |                           |       |           |
| Hong Kong      | Sonia Lo                |                           |                           |                           |                           |                           |                           |                           |                           |                           |                           |                           |                           |                           |       |           |
| Ungarn         | Sara Cholnoky           |                           |                           |                           |                           |                           |                           |                           |                           |                           |                           |                           |                           |                           |       |           |
| Israel         | Maayan Davidovich       |                           |                           |                           |                           |                           |                           |                           |                           |                           |                           |                           |                           |                           |       |           |
| Italien        | Flavia Tartaglini       |                           |                           |                           |                           |                           |                           |                           |                           |                           |                           |                           |                           |                           |       |           |
| Japan          | Megumi Iseda            |                           |                           |                           |                           |                           |                           |                           |                           |                           |                           |                           |                           |                           |       |           |
| Letland        | Ketija Birzule          |                           |                           |                           |                           |                           |                           |                           |                           |                           |                           |                           |                           |                           |       |           |
| Mexico         | Demita Vega de Lille    |                           |                           |                           |                           |                           |                           |                           |                           |                           |                           |                           |                           |                           |       |           |
| Holland        | Lilian de Geus          |                           |                           |                           |                           |                           |                           |                           |                           |                           |                           |                           |                           |                           |       |           |
| Norge          | Maria Aadland Mollestad |                           |                           |                           |                           |                           |                           |                           |                           |                           |                           |                           |                           |                           |       |           |
| Polen          | Malgorzata Białecka     |                           |                           |                           |                           |                           |                           |                           |                           |                           |                           |                           |                           |                           |       |           |
| Rusland        | Stefania Elfutina       |                           |                           |                           |                           |                           |                           |                           |                           |                           |                           |                           |                           |                           |       |           |
| Singapore      | Audrey Yong             |                           |                           |                           |                           |                           |                           |                           |                           |                           |                           |                           |                           |                           |       |           |
| Thailand       | Siripon Kaewduang-Ngam  |                           |                           |                           |                           |                           |                           |                           |                           |                           |                           |                           |                           |                           |       |           |
| Tyrkiet        | Dilara Uralp            |                           |                           |                           |                           |                           |                           |                           |                           |                           |                           |                           |                           |                           |       |           |
| USA            | Marion Lepert           |                           |                           |                           |                           |                           |                           |                           |                           |                           |                           |                           |                           |                           |       |           |